# Belen
Belen é uma cidade localizada no estado americano de Novo México, no Condado de Valencia.

## Demografia
Segundo o censo americano de 2000, a sua população era de 6901 habitantes. 
Em 2006, foi estimada uma população de 7142, um aumento de 241 (3.5%).

## Geografia
De acordo com o United States Census Bureau tem uma área de 
12,2 km², dos quais 12,2 km² cobertos por terra e 0,0 km² cobertos por água. Belen localiza-se a aproximadamente 1464 m acima do nível do mar.

## Localidades na vizinhança
O diagrama seguinte representa as localidades num raio de 12 km ao redor de Belen. 